# From the Inside (álbum de Laura Pausini)
From the Inside es el álbum debut en idioma inglés de la cantante italiana Laura Pausini bajo el sello Atlantic Records y sexto álbum de estudio, publicado el 29 de octubre de 2002. Dos canciones del álbum fueron publicadas primero en álbumes anteriores: «It's Not Goodbye» y «Everyday Is A Monday» .(Versiones en inglés de «En ausencia de ti» y «Un error de los grandes», respectivamente) los sencillos «Surrender» e «If That’s Love» alcanzaron el puesto número uno en la lista Dance de la revista norteamericana Billboard.

## Lista de canciones
| N.º | Título                       | Escritor(es)                                                                | Duración |  |
| 1.  | «I Need Love»                | Kara DioGuardi, Ulf Lindström, Johan Ekhé                                   | 3:54     |  |
| 2.  | «Do I Dare»                  | Evan Rogers, Carl Sturken                                                   | 4:04     |  |
| 3.  | «Surrender»                  | Dane de Viller, Sean Hosein, Steven Smith, Anthony Anderson                 | 3:57     |  |
| 4.  | «If That’s Love»             | Andrew Logan, Pam Reswick                                                   | 3:34     |  |
| 5.  | «It’s Not Goodbye»           | Antonio Galbiati, Laura Pausini, Cheope • English adaptation: Shelly Peiken | 4:38     |  |
| 6.  | «Love Comes from the Inside» | Patrick Leonard, Olivia d’Abo                                               | 3:57     |  |
| 7.  | «Every Little Thing You Do»  | Stephanie Bentley, George Teren                                             | 3:59     |  |
| 8.  | «Every Day Is a Monday»      | Andreas Carlsson, Alistair Thomson                                          | 3:06     |  |
| 9.  | «You Are»                    | Peter Bertilsson, Andreas Alemán                                            | 4:13     |  |
| 10. | «I Do To Be»                 | Kara DioGuardi, Ulf Lindström, Johan Ekhé, Jessica Pihlnäs                  | 3:25     |  |
| 11. | «Without You»                | K. C. Porter, Eric Buffat, Arnie Roman                                      | 4:32     |  |
| 12. | «Every Little Thing You Do»  | Stephanie Bentley, George Teren                                             | 2:53     |  |

## Certificaciones
| Territorio     | Organismo certificador | Certificación | Ventas certificadas | Simbolización | Ref.  |
| -------------- | ---------------------- | ------------- | ------------------- | ------------- | ----- |
| España         | Promusicae             | Oro           | 50 000              | ●             | [ 4 ] |
| Estados Unidos | RIAA                   | —             | 580 000             | —             | [ 5 ] |
| Finlandia      | Musiikkituottajat      | —             | 10 524              | —             | [ 6 ] |
| Italia         | FIMI                   | Oro           | 50 000              | ●             | [ 7 ] |
| Suiza          | IFPI - Suiza           | Oro           | 30 000              | ●             | [ 8 ] |